# Atilla Karaosmanoğlu
Atilla Karosmanoğlu (Manisa, 20 de septiembre de 1932 – Estambul, 11 de noviembre de 2013) fue un economista y político turco.

## Biografía
Karosmanoğlu nació en Manisa en 1931 y se graduó en la Facultadas de Ciencias Políticas de la Universidad de Ankara en 1954, Consiguió el doctorado en la Facultad de Económicas de la Universidad de Estambul. Posteriormente fue lector en la NYU y la Universidad de Harvard.
Después de su regreso a Turquía, Karosmanoğlu trabajó para la Organización de Planificación Estatal así como asesor de la OCDE. En 1966, comenzó a trabajar para el Banco Mundial. En 1971, el Primer Ministro Nihat Erim lo invitó a Ankara y lo nombró vice primer ministro (responsable de la economía) en su gobierno tecnocrático el 26 de marzo de 1971. Sin embargo, el 3 de diciembre de 1971, Karaosmanoğlu, junto con otros 10 ministros, renunció a su cargo, alegando que no podía continuar con las reformas que había prometido. Según el periodista Metin Toker, Karaosmanoğlu mostró sus desavenencias con miembros del gabinete, especialmente con el Ministro de Finanzas.
En los últimos años, Karosmanoğlu volvió a su puesto en el Banco Mundial. Su segundo mandato en el banco continuó durante 22 años y finalmente se convirtió en el vicepresidente del banco. Se retiró el 30 de noviembre de 1994.
Karosmanoğlu murió por problemas respiratorios el 11 de noviembre de 2013. Fue enterrado en el cementerio de Çengelköy en Estambul.